# Grönkronad bambusångare
Grönkronad bambusångare (Phylloscopus burkii) är en asiatisk fågel i familjen lövsångare inom ordningen tättingar.

## Kännetecken

### Utseende
Grönkronad bambusångare är en medelstor (11-12 cm) lövsångare med bred näbbas och kraftiga borst kring näbben. Den har gul ögonring, gulgrönt ansikte och grön hjässa. Jämfört med mycket lika himalayabambusångare (P. whistleri) är hjässidorna svartare, ögonringen smalare (bruten bakom ögat) och vingband saknas vanligen. Den är vidare grönare ovan, gulare under och visar mindre vitt på yttre stjärtpennorna.

### Läte
Sången består av varierade och rätt fylliga fraser, i engelsk litteratur återgiven som "weet-weeta-weeta-weet", uppblandat med korta drillar.

## Utbredning och systematik
Fågeln förekommer i Himalaya från Himachal Pradesh i norra Indien österut till södra Kina (sydöstra Xizang). Vintertid ses den i östra Indien och sydvästra Bangladesh. Tillfälligt har den påträffats i Sri Lanka. Den behandlas som monotypisk, det vill säga att den inte delas in i några underarter. Tidigare inkluderade den även arterna gråkronad bambusångare (P. tephrocephalus), bergbambusångare (P. valentini) och himalayabambusångare (P. whistleri) samt populationerna av de nyligen beskrivna arterna emeibambusångare (P. omeiensis) och systerbambusångare (P. soror). Alla skiljer sig åt i utseende, läten och genetik och upp till fyra är syntopiska.

### Släktestillhörighet
Bambusångarna placeras traditionellt i släktet Seicercus. DNA-studier visar dock att arterna i Seicercus inte är varandras närmaste släktingar, där vissa arter istället står närmare arter i Phylloscopus. Olika auktoriteter hanterar detta på olika vis. De flesta expanderar numera Phylloscopus till att omfatta hela familjen lövsångare, vilket är den hållning som följs här. Andra flyttar ett antal Phylloscopus-arter till ett expanderat Seicercus.

### Familjetillhörighet
Lövsångarna behandlades tidigare som en del av den stora familjen sångare (Sylviidae). Genetiska studier har dock visat att sångarna inte är varandras närmaste släktingar. Istället är de en del av en klad som även omfattar timalior, lärkor, bulbyler, stjärtmesar och svalor. Idag delas därför Sylviidae upp i ett antal familjer, däribland Phylloscopidae. Lövsångarnas närmaste släktingar är familjerna cettior (Cettiidae), stjärtmesar (Aegithalidae) samt den nyligen urskilda afrikanska familjen hylior (Hyliidae).

## Levnadssätt
Grönkronad bambusångare förekommer i bergsskog på mellan 1550 och 2050 meters höjd i Nepal, vintertid ner till 250-915 meter. Födan har inte studerats, men har setts ta insekter som den huvudsakligen fångar i undervegetationen, ofta med små utfall i luften. Utanför häckningstid ses den i artblandade flockar med andra sångare, mesar och timalior.

## Status och hot
Arten har ett stort utbredningsområde, men tros minska i antal, dock inte tillräckligt kraftigt för att den ska betraktas som hotad. Internationella naturvårdsunionen IUCN listar arten som livskraftig (LC). Världspopulationen har inte uppskattats men den beskrivs som lokalt vanlig till mycket vanlig, dock fåtalig i vissa områden.

## Namn
Fågelns vetenskapliga artnamn hedrar William Augustus Burke (1769-1836), kirurg i British Army i bland annat Indien, där även Inspector General of Hospitals och Principal Medical Officer of the Bengal Army. Han var även naturforskare och samlare av specimen.